# Walters sats
Inom matematiken är Walters sats, bevisad av John H. Walter (1967, 1969), ett resultat som beskriver de ändliga grupperna vars Sylow 2-delgrupper är abelska. Bender (1970) använde Benders metod för att ge ett enklare bevis.

## Satsen
Walters sats säger att om G är en ändlig grupp vars  2-Sylowdelgrupper är abelska, då har G/O(G) en normal delgrupp av udda index som är en produkt av grupper, med varje faktor antingen en 2-grupp, gruppen PSL2(q) med q = 2n eller q = 3 eller 5 mod 8, Jankogruppen J1 eller någon av Reegrupperna 2G2(32n+1).
Walters ursprungliga sats identifierade inte Reegrupperna, utan sade endast att de korresponderande grupperna har en likadan delgruppsstruktur som Reegrupper. Thompson (1967, 1972, 1977) and Bombieri, Odlyzko & Hunt (1980) bevisade senare att de är alla Reegrupper.